# Schwechat
Schwechat is een gemeente in de Oostenrijkse deelstaat Neder-Oostenrijk, gelegen in het district Bruck an der Leitha. De gemeente heeft ongeveer 20.000 inwoners.
Op het terrein van de gemeente Schwechat ligt de nationale Luchthaven Wenen. Vroeger werd deze ook Wien Schwechat genoemd, ter onderscheiding van de andere luchthaven Wien-Aspern waar nu voor een deel de Opel-fabriek staat.

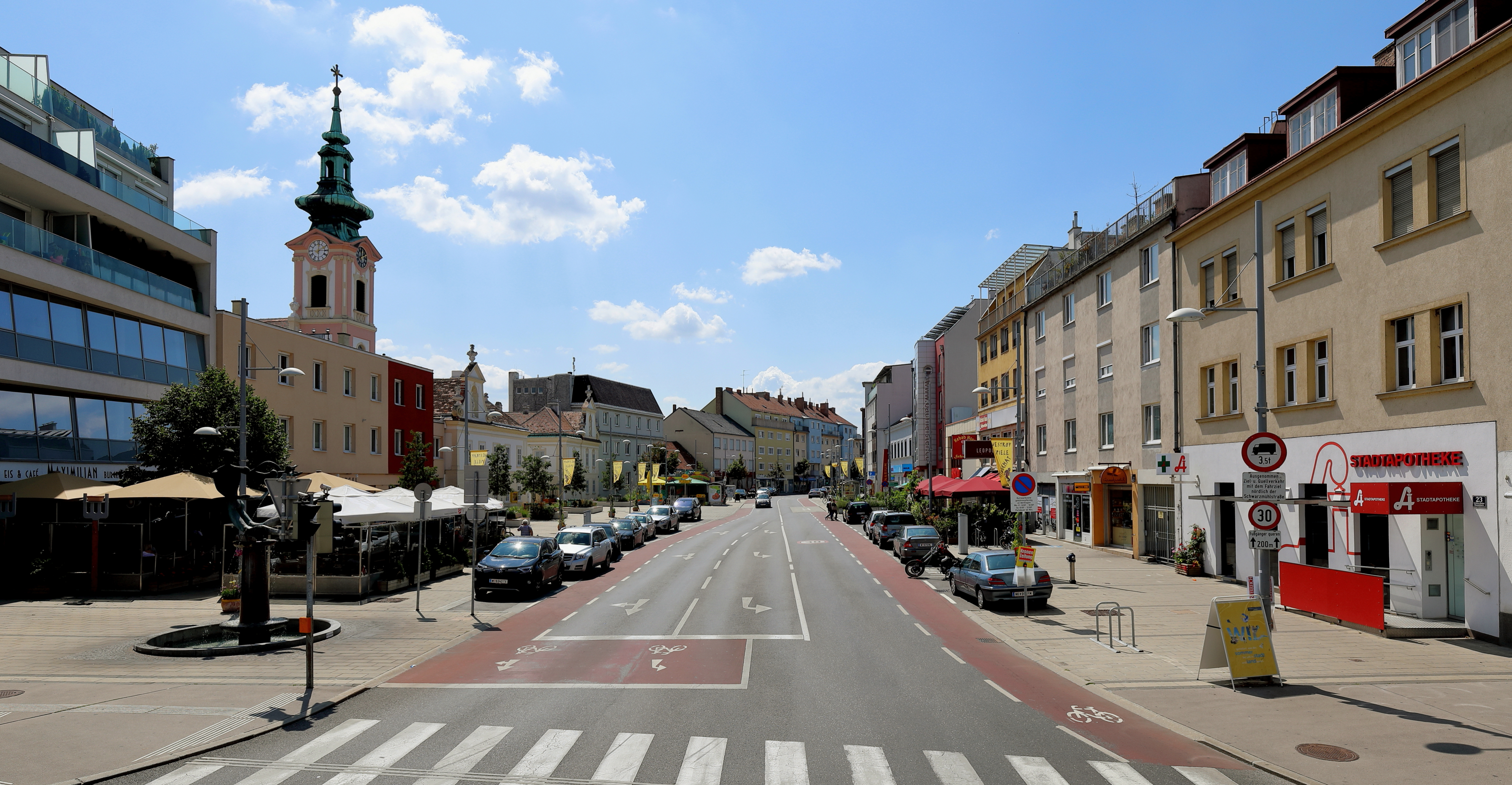
Hoofdplein van Schwechat

## Geografie
Schwechat heeft een oppervlakte van 44,7 km². Het ligt in het noordoosten van het land, vlak bij de hoofdstad Wenen.
Van september 1954 tot en met december 2016 hoorde Schwechat bij het district Wien-Umgebung. Dit district werd per 1 januari 2017 opgeheven. Sinds die datum hoort de gemeente Schwechat bij het district Bruck an der Leitha.
Ebergassing · Fischamend · Gablitz · Gerasdorf bei Wien · Gramatneusiedl · Himberg · Klein-Neusiedl · Klosterneuburg · Lanzendorf · Leopoldsdorf · Maria Lanzendorf · Mauerbach · Moosbrunn · Pressbaum · Purkersdorf · Rauchenwarth · Schwadorf · Schwechat · Tullnerbach · Wolfsgraben · Zwölfaxing
- Gemeinsame Normdatei: 4053819-9
- Library of Congress Control Number: n79045633
- MusicBrainz: 717da696-84bc-49a7-9e59-703b69b2d272
- Nationale Bibliotheek van Tsjechië: ge1208714
- Nationale Bibliotheek van Israël: 987007559516405171
- Virtual International Authority File: 127827791
- WorldCat: E39PBJfhb4y7MgMKtt4hq8G8md